# سوق السراجين

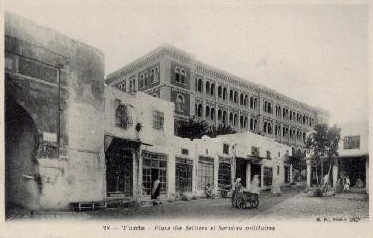
2 سوق السراجين

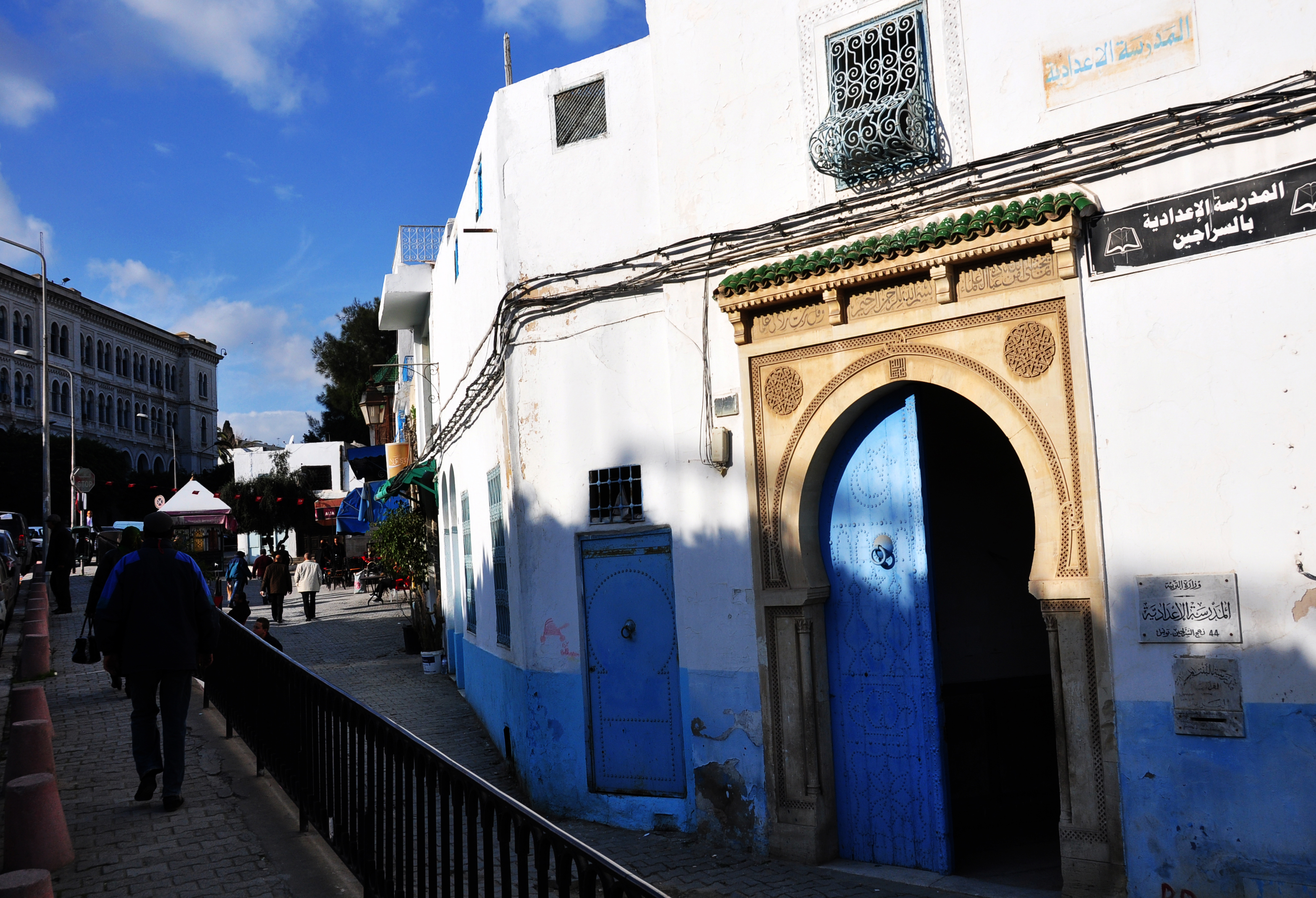
1 سوق السراجين

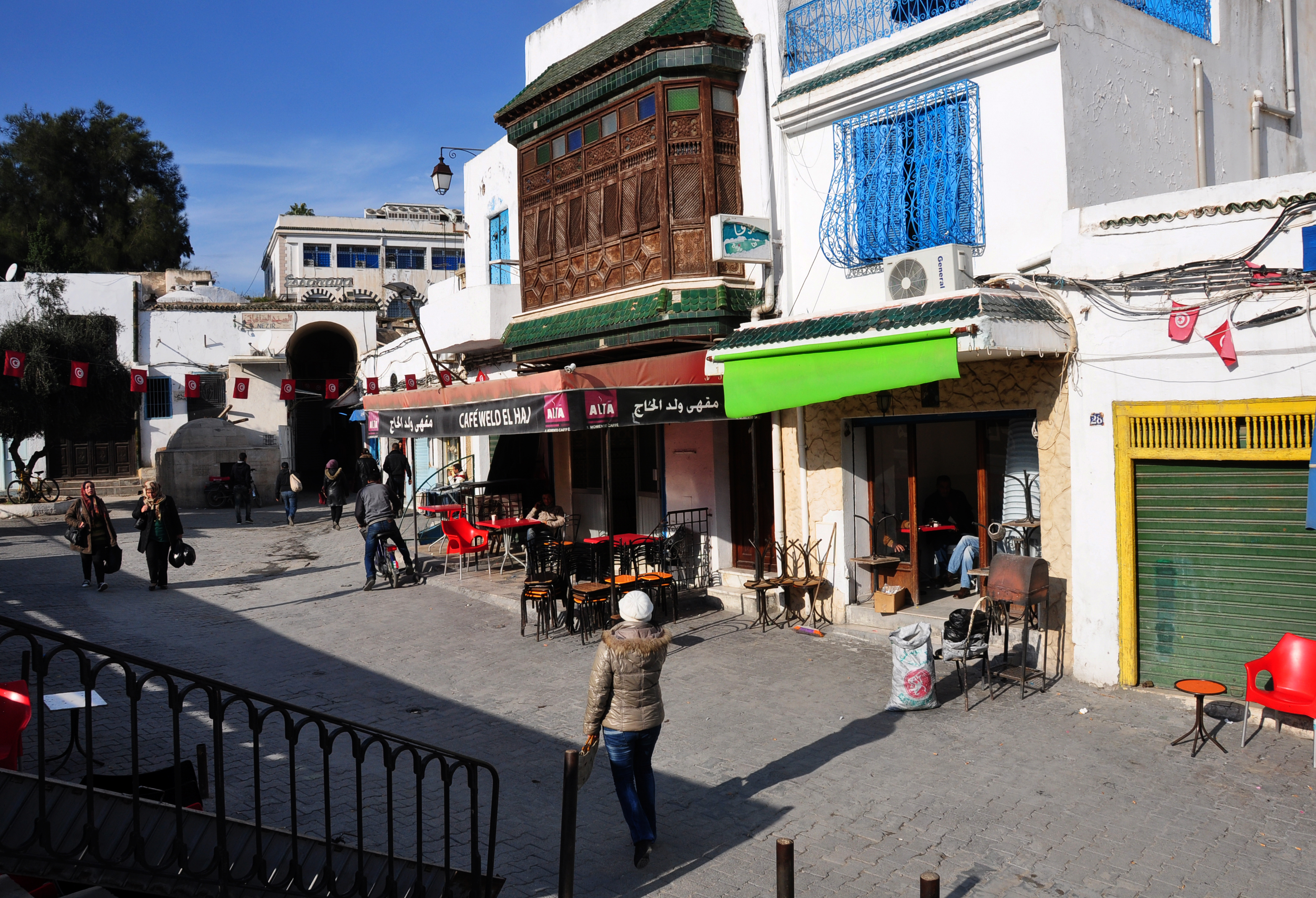
3 سوق السراجين

سوق السراجين هو سوق تونسي يتمركز في مدينة تونس العتيقة بعثه الحسين بن علي في بداية القرن 18 سوق السراجين وهو المكان الذي تصنع فيه سروج الخيل الجلدية في نهاية سوق السكاجين وخارج السوق المغطاة، اندثر الجانب الأيمن من السوق وحل مكانة طريق باب منارة ولم يبقى منها على الشمال سوى دكاكين لم تعد تحمل صفة السرارجي لتتحول إلى مطاعم وأعمال حرة أخرى، بيد أنه مازال من يمتهن هذه المهنة بسوق السكاجين إيمانا بأنه لن يكون سرارجي إلا إذا احترف مهنة السكاكجي.
كان عم الصادق العروسي آخر المعلمية المختصين في صنع السرج إذ أن هواة السرج أصبحوا قلة، لذلك حتى قبل وفاته إنقطع عم الصادق عن صناعته وترك أحد أبنائه (فتحي) بالمتجر الذي ورثه أبا عن جد، لكن الابن تخصص في صنع الجلد لأن مهمة السراجين أصبحت مثلما يؤكده الجميع «صنعة ميتة» وأضطر لصنع الأحزمة وغيرها مما يتوق إليه السواح. وكان لهذه الصناعة رواج هام جدا خلال القرن الماضي وبداية القرن الحاضر ونحن نعلم أن سوق السراجين كانت موجودة خلال الفترة الحفصية وأصبحت منتشرة بل قل هامة جدا خلال الفترة الحسينية.
ولدينا وصف أحد الرحالة الفرنسيين جان هنري دونانت وهو مؤسس الصليب الأحمر الذي زار تونس سنة 1858, وقد أبدى اعجابه بصنع السروج في تونس خاصة عند تجميع الذهب والفضة والحرير على القماش أو الجلد لصنع سرج بديع، مع وضع طبقات من الفضة التي يطلق عليها فضة ضرب مطارق مثلما يؤكد هذا الرحالة، ويذكر نفس الرحالة اً عد نفس هؤلاء المختصين في صنع السروج بلغ سنة 1858 مائة وخمسين سراجا إضافة إلى أكثر من خمس مائة صانع ينتمون إلى عائلات ميسورة الحالة من المجتمع التونسي. كما أن الرحالة ميشال (Michel) يتحدث سنة 1860 عن تخصص الشبان من عائلات ميسورة في خياطة ونقش الجلد وهو دليل على أن صنعة السراجين كانت تعد من بين الأعمال الراقية. ومن بين ما كان يحذقه «lلمعلم» صناعة أشكال الزهور وقد كان يقوم بالرشم عن طريق إبرة حديدية تسمى (قلم الرشم) فوق ورق مقوى، ثم بعد ذلك يثقب تلك الرسوم بألة تسمى «المفرض» أو قلم تخريب النوار، وعند ذلك تتولد النوراة التي يطلق عليها «القالب»، وهكذا يوجد عند المعلم مئات من قوالب النوار، التي تزخرف عن طريقها السروج والركبيات والبردعة التي توضع على ظهور الخيل وتكون مطرزة بلحرر والفضة.
ديمة نعيدو قبل نهار العيد....كان في الإدارة أرجع غدوة ومن الطبيعي أن التنقلات تحصل على ضهر الخيل، وكانت نوعية السرج وثرائه هما اللذان يدلان على المستوى الاجتماعي للممتطي لصهوة الجواد وهكذا يمكن مقارنة السرج المطرز بخيوط ألذهب والمثري بالفضة الصارمة، تجاوزا بسيارة ضخمة في وقتنا الحالي.
و- كانت مهنة السروج مرتبطة بالعديد من الصناعات الأخرى؛ أولا وبالذات بالصائغي الذي يعد الفضة«ضرب مطارق» وهي مرتبطة أيضا بالحداد والنجار المختص في إعداد خشب السرج وبالسبابطي الصانع للنعل وغيرهم…
والحديث عن السروج يكون منقوصا إذا لم نشير إلى ما ينتج من لباس الخيالة خاصة انها السبتة المخصصة للذخيرة.
لكن انطلاقا من بداية هذا القرن عرفت صناعة السرج تراجعا واضحا نتيجة نمو الطرقات المعبدة والعربات كما ضهر أيضا القطار والسيارات إلى الوجود وهو ما أدى إلى تراجع مطرد في صناعة السروج.
وهكذا تقلص عدد المختصين في صنع السروج إلى 32 سنة 1900 ونزل عدد العمال إلى 70 إضافة إلى 90 متربص. وتراجع عدد السراجين إلى سبعة فقط خلال سنة 1972. ولم يبقى اليوم إلا أربعة يعرفون مباديء هذه الصنعة، ومنتوجهما يباع خاصة للسواح. وهكذا لم يبق اختصاصي حقيقي في السراجين، وبعد أن اغلقت العديد من المتاجر ابوابها أصبحت اليوم مختصة في صنع الجلد ومشتقاته وبعض المتاجر الأخرى، في بيع الفضة.